# 라이언 세시니온
쿠아시 라이언 세세뇽(영어: Kouassi Ryan Sessegnon, 2000년 5월 18일 ~ )은 풀럼에서 레프트 백, 레프트 윙어으로 활약하고 있는 잉글랜드의 축구 선수이다.

## 유년기와 사생활
세시니온은 런던 로험턴에서 태어났다. 그는 그의 쌍둥이 형제 스티븐과 함께 풀럼 유소년 아카데미에서 뛰었다.

## 클럽 경력
세시니온은 2008년 풀럼 U-9에 합류한다. 2016년 8월 9일, 세시니온은 레이턴 오리엔트와의 EFL컵 경기에서 16살 81일의 나이로 첫 성인팀 데뷔전을 치렀다. 이후 2016년 8월 16일, 리즈 유나이티드와의 풋볼 리그 챔피언십 경기에서 첫 리그 데뷔전을 치렀다. 2019년 8월 8일, 토트넘 홋스퍼로 이적 했다.
세세뇽은 2023-24 시즌이 끝난 후 토트넘에서 방출되었다.
2020년 10월 5일, 세세뇽은 시즌 임대 계약으로 호펜하임에 합류했다. 호펜하임 팬들은 11월의 이달의 선수로 그를 선정했다. 2024년 7월 26일, 세세뇽은 자유 계약으로 풀럼에 다시 합류했으며, 2년 계약에 추가 1년 옵션을 포함한 계약을 체결했다.

## 수상

### 개인
- PFA 챔피언십 올해의 팀: 2016–17[12]